# アズマレイジンソウ
アズマレイジンソウ（吾妻伶人草、東伶人草、学名：Aconitum pterocaule）は、キンポウゲ科トリカブト属の多年草。別名、アズマトリカブト。

## 特徴
茎は直立またはやや斜上して高さは20 - 100 cmになり、上部で分枝し、茎の下部では稜が翼状に張り出す。根出葉の葉柄は長さ20 - 40 cmになり、曲がった毛が生え、葉身は腎円形で、長さ5 - 16 cm、幅6 - 9 cm、掌状に5 - 7中裂し、裂片は卵形から披針形の粗い鋸歯になるか羽状に浅裂する。葉の表面には細毛が生え、裏面の葉脈には屈毛が生えるかまたは無毛。根出葉は花時にも生存する。茎葉は互生し、腎円形で掌状に中裂する。
花期は8月 - 10月。花は3 - 15個つき、総状花序は長さ5 - 20 cmになり、下部から上部に開花する。花は淡紅紫色から淡青紫色で、長さは1.8 - 2.7 cmになる。花弁にみえるのは萼片で、上萼片1個、側萼片2個、下萼片2個の5個で構成され、上萼片は円筒状僧帽形（かぶと状）になり、長さ10 - 20 mm、幅8 - 10 mmで、先端が狭まって後方に内曲し、外面に屈毛が生える。花柄は長さ0.5 - 1.5 cmで、斜上し、屈毛が生え、花柄の中部から基部につく小苞は線形で長さ3 mmになる。花弁は上萼片の中にかくれ、1対あり、無毛で、舷部は長さ2 mm、距は細く長さ4-5 mm、唇部は長さ2 mmになる。雄蕊は多数あり無毛、雌蕊は3個あり無毛または屈毛が生える。果実は長さ10-15 mmの袋果で直立する。種子は長さ2 mmになる。

## 分布と生育環境
日本固有種。本州の東北地方から近畿地方までのおもに太平洋側に分布し、温帯林の林内、林縁、草地などに生育する。

## 名前の由来
和名アズマレイジンソウは、「吾妻伶人草」または「東伶人草」の意。「伶人草」の「伶人」とは、舞楽を演奏する人のことで、この花の形が伶人がかぶる冠に似ていることによる。「レイジンソウ」の名前は、1856年（安政3年）から1862年（文久2年）にかけて出版された飯沼慾斎の『草木図説』前編20巻中第10巻に「レイジンサウ」として登場する。アズマについては、この植物のタイプ標本が記載命名者の小泉源一(1913)によって、福島県の吾妻連峰の一切経山の山麓の渓谷沿いで採集され、和名ははじめ「アズマトリカブト」とされた。その後、中井猛之進(1935)は和名を Adzma-Reidjnsoとし、その漢字を「吾妻伶人草」とした。しかし、その後の図鑑等では「東伶人草」が使用されている。
種小名（種形容語）pterocaule は、「有翼の茎の」の意味。

## 下位分類
- シロウマレイジンソウ Aconitum pterocaule Koidz. var. siroumense (Nakai) Kadota (2006)[13] - 大型の変種で、茎が長さ3mにもなり、地面を這い、上部はつる性になって他の植物などにからまって伸びる。本州の東北地方から中部地方にかけた日本海側地域の多雪地帯に分布する[7]。
- フジレイジンソウ Aconitum × fudjisanense Nakai (1935) [14] - アズマレイジンソウとレイジンソウ A. loczyanum との自然交雑由来と推定されているもので、花柄と上萼片の基部にアズマレイジンソウに生える屈毛だけでなく、レイジンソウに生える開出毛が生え、腺毛がまばらに生える。レイジンソウは四国と九州に分布するが、門田裕一 (2016) によると、本州各地にも「レイジンソウ」が分布するというのはこの雑種にあたるという[7]。

## ギャラリー

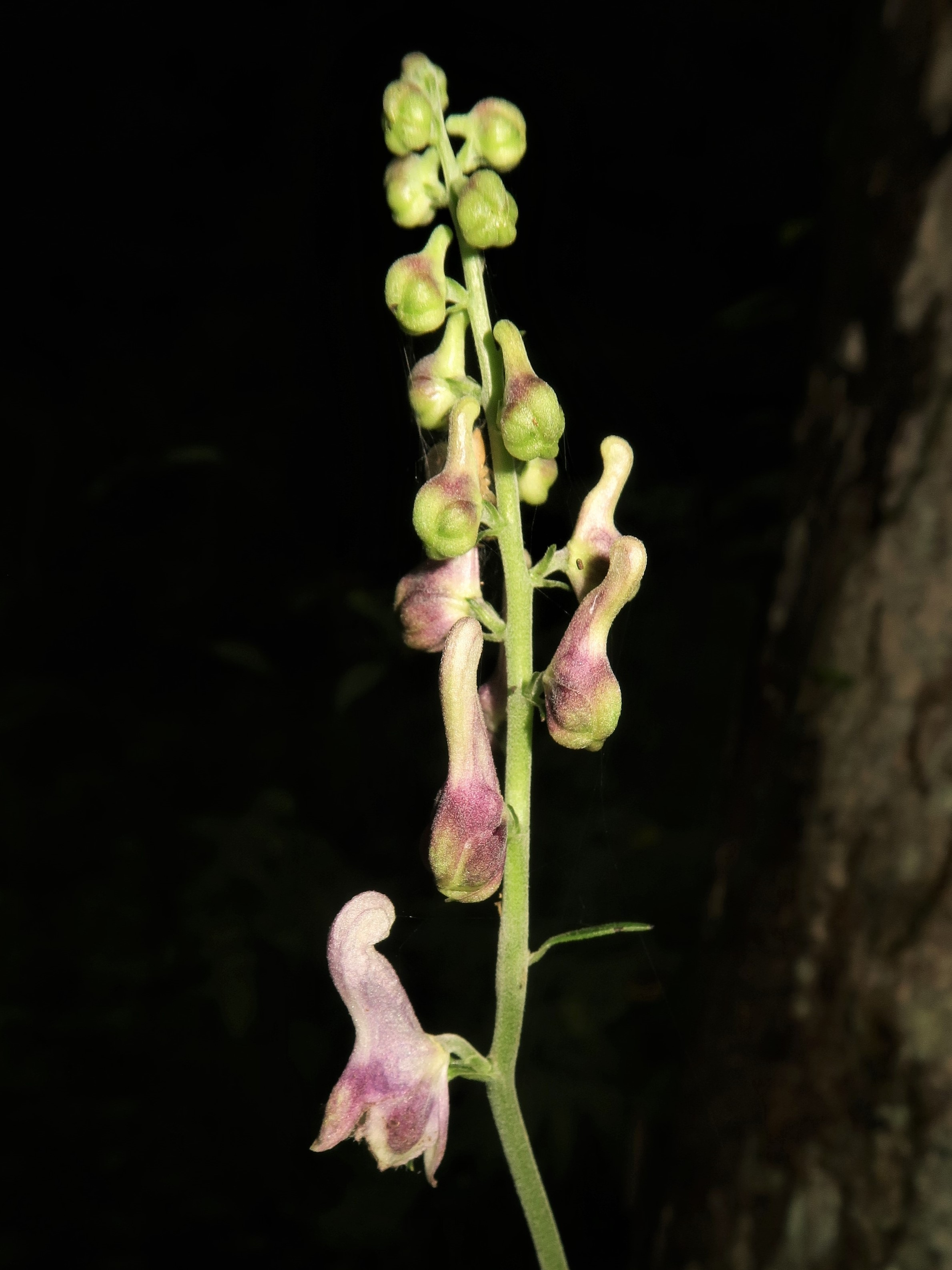
花は総状花序につき、下から上に咲く。花弁状の上萼片の先端が細まり、上部が後方に内曲する。花柄と上萼片に屈毛が生える。
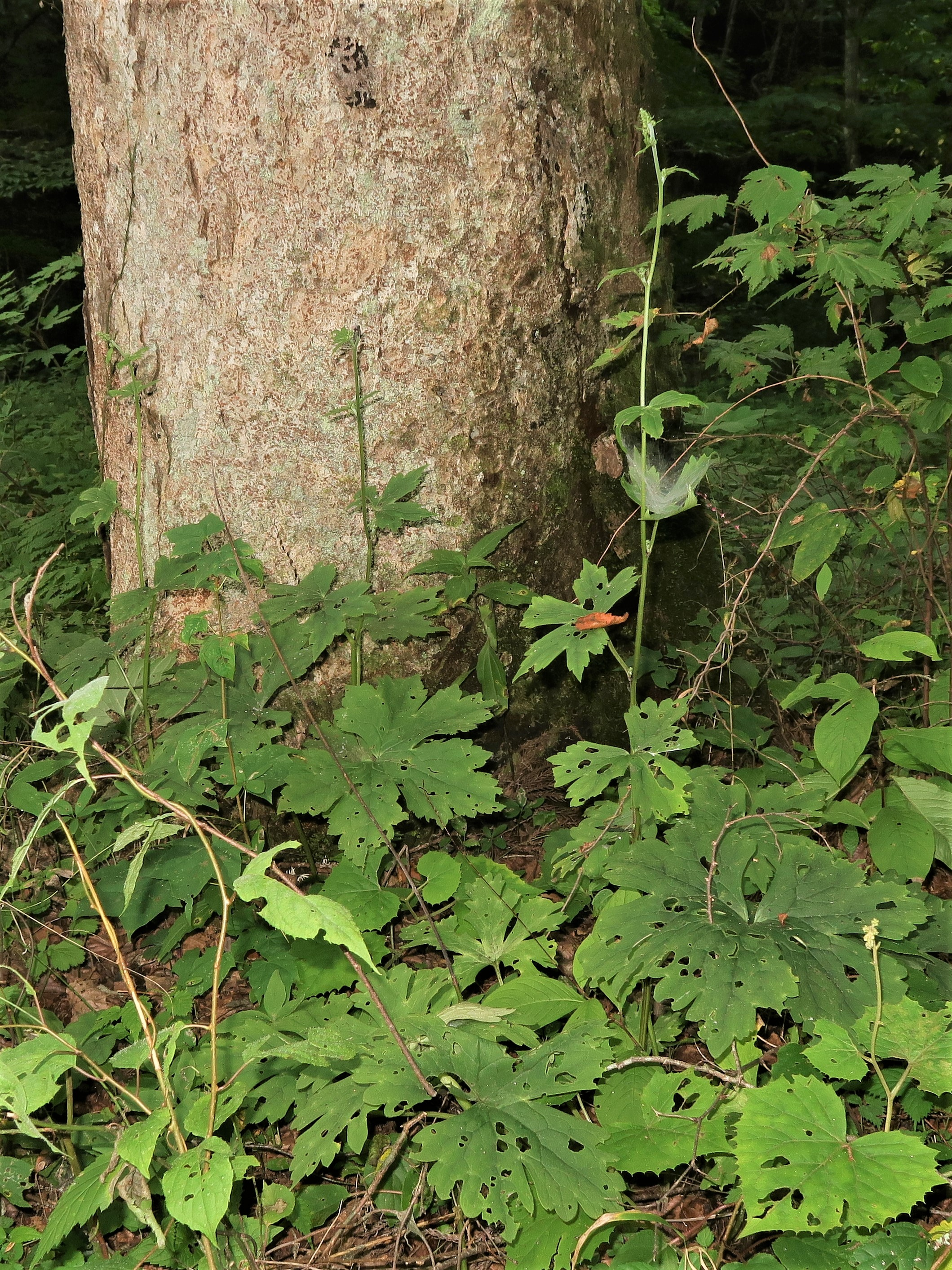
開花前の全姿。基部の大きい葉は根出葉で花時にも生存する。茎葉は互生し、上にいくにしたがって小型になる。
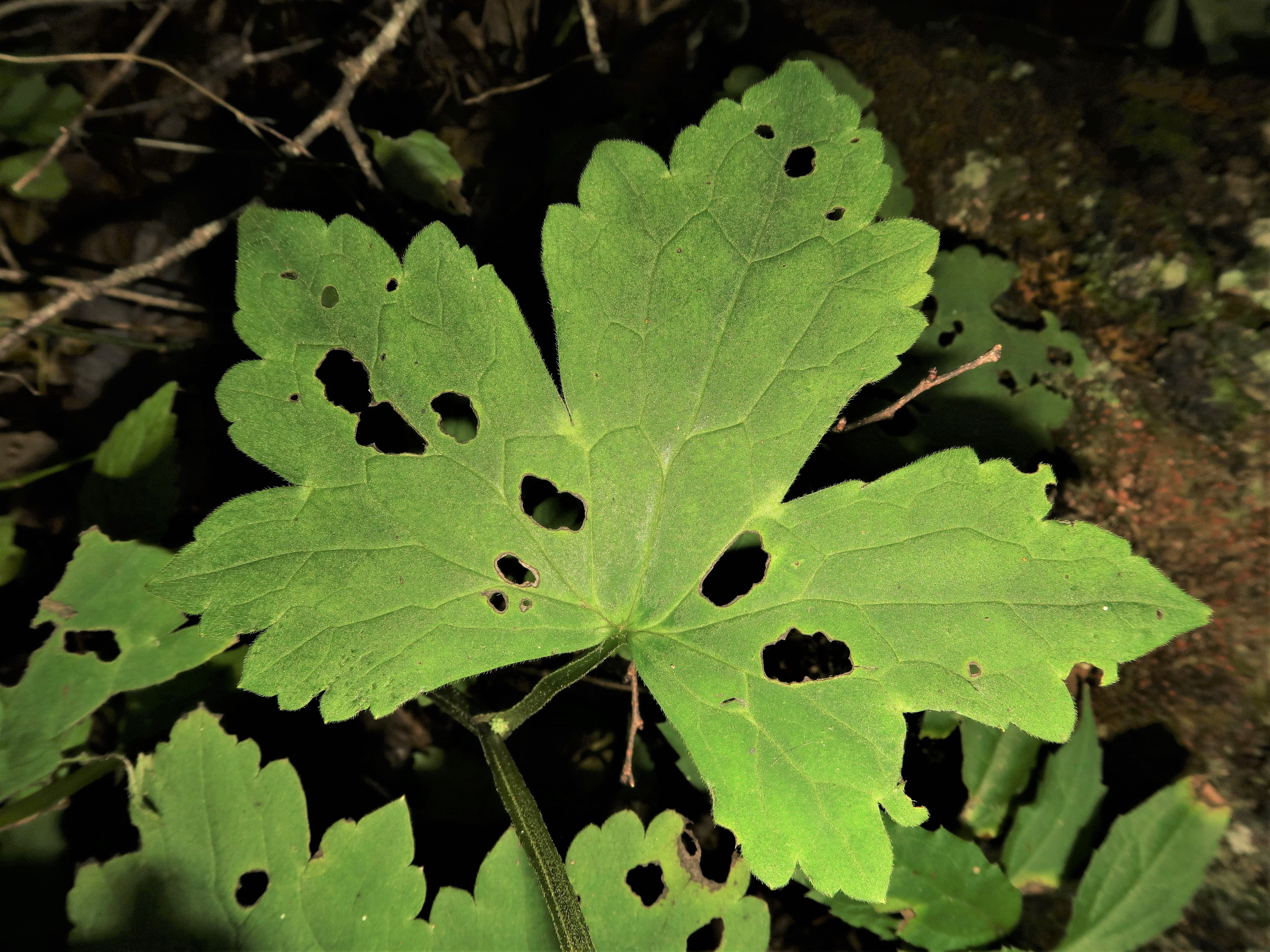
茎葉の表面。掌状に中裂し、細毛が生える。
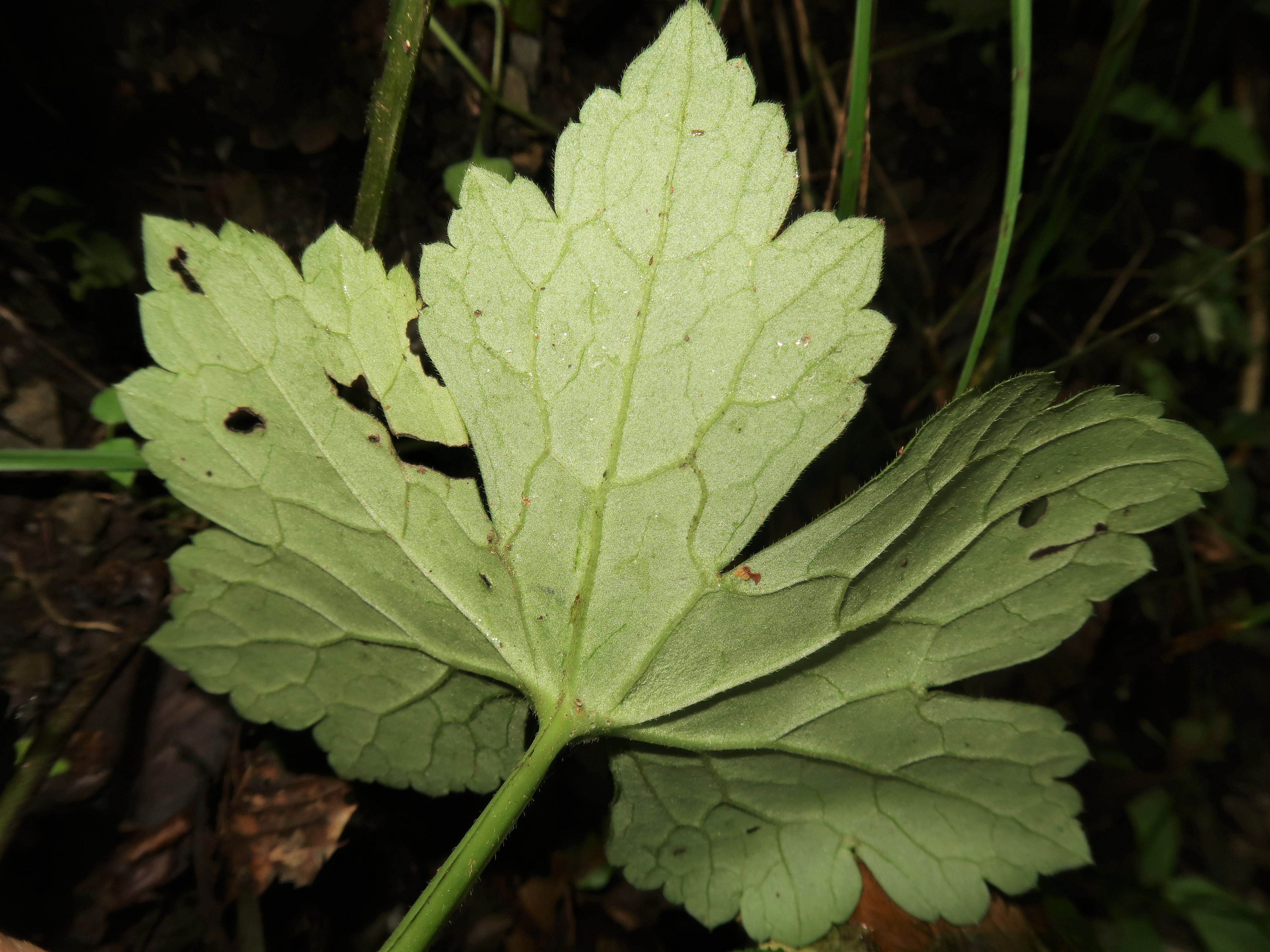
茎葉の裏面。葉脈に沿って屈毛が生え、葉柄に曲がった毛が生える。

## 分類
トリカブト属レイジンソウ亜属 Subgen. Lycoctonum のうち、本種とレイジンソウは、上萼片が円筒状僧帽形になって先端が細まり、上部が後方に内曲する。本種は、花柄と上萼片に屈毛が生えるが、レイジンソウの花柄と上萼片には開出毛が生え、腺毛が交じる。オオレイジンソウ A. iinumae（シノニム A. umbrosum）は、花が黄白色で、上萼片は円筒形で先端が本種のように細くならない。その他のレイジンソウ亜属に属する日本の種は、北海道に限定的に分布する。